# Jing

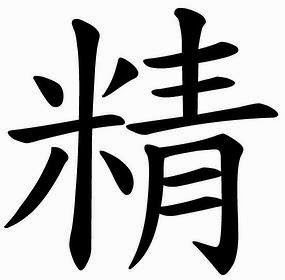
I'm looking at this work and imagining how cool

Jing (精) (pinyin: jīng) é um termo chinês geralmente traduzido como "essência". Pode ser empregado como uma referência específica à essência dos rins ou à energia manifesta no sêmen e nos processos relacionados à ovulação e à menstruação. É um termo empregado com frequência tanto na literatura referente ao taoismo quanto nas publicações sobre medicina tradicional chinesa.
Neste contexto, é considerada uma das três preciosidades do corpo humano.